# Menedżer (film)
Menedżer – polski film obyczajowy z 1985 roku. Zagrywki o stanowisko dyrektora po śmierci poprzednika.

## Główne role
- Joanna Jędryka - Danuta Mackiewicz, żona Joachima
- Leonard Pietraszak - Joachim Mackiewicz
- Zbigniew Lesień - Zdzisław Szczurowski, kierownik techniczny w "Goncie"
- Ewa Decówna - Iwona Bielska, dawna przyjaciółka Danuty, siostra Szczurowskiego
- Bożena Dykiel - Janeczka, sekretarka dyrektora "Gontu"
- Tadeusz Pluciński - Julian, mąż Iwony
- Leon Niemczyk - Nowak, dyrektor "Gontu"
- Wanda Koczeska - Maria Mierzeńska, była kochanka Joachima
- Lidia Korsakówna - Imogena Jakubiec, matka Rafała Zwolińskiego
- Janusz Zakrzeński - profesor Zwoliński, ojciec Rafała
- Grzegorz Hann - Rafał Zwoliński, organizator orgii